# Aleuropteryx clavicornis
Aleuropteryx clavicornis är en insektsart som beskrevs av Meinander 1995. Aleuropteryx clavicornis ingår i släktet Aleuropteryx och familjen vaxsländor. Inga underarter finns listade i Catalogue of Life.